# San Felipe de Vilach
San Felipe de Vilach es una iglesia románica del pueblo de Vilach en el municipio de Viella y Medio Arán (Valle de Aran) protegida como bien cultural de interés local . Está situada en las afueras del núcleo, en el lugar del antiguo castillo, del que el campanario era una torre de defensa. Es de origen románico (siglos XII-XIII) habiendo sido reformada en épocas posteriores.

## Descripción

### Exterior

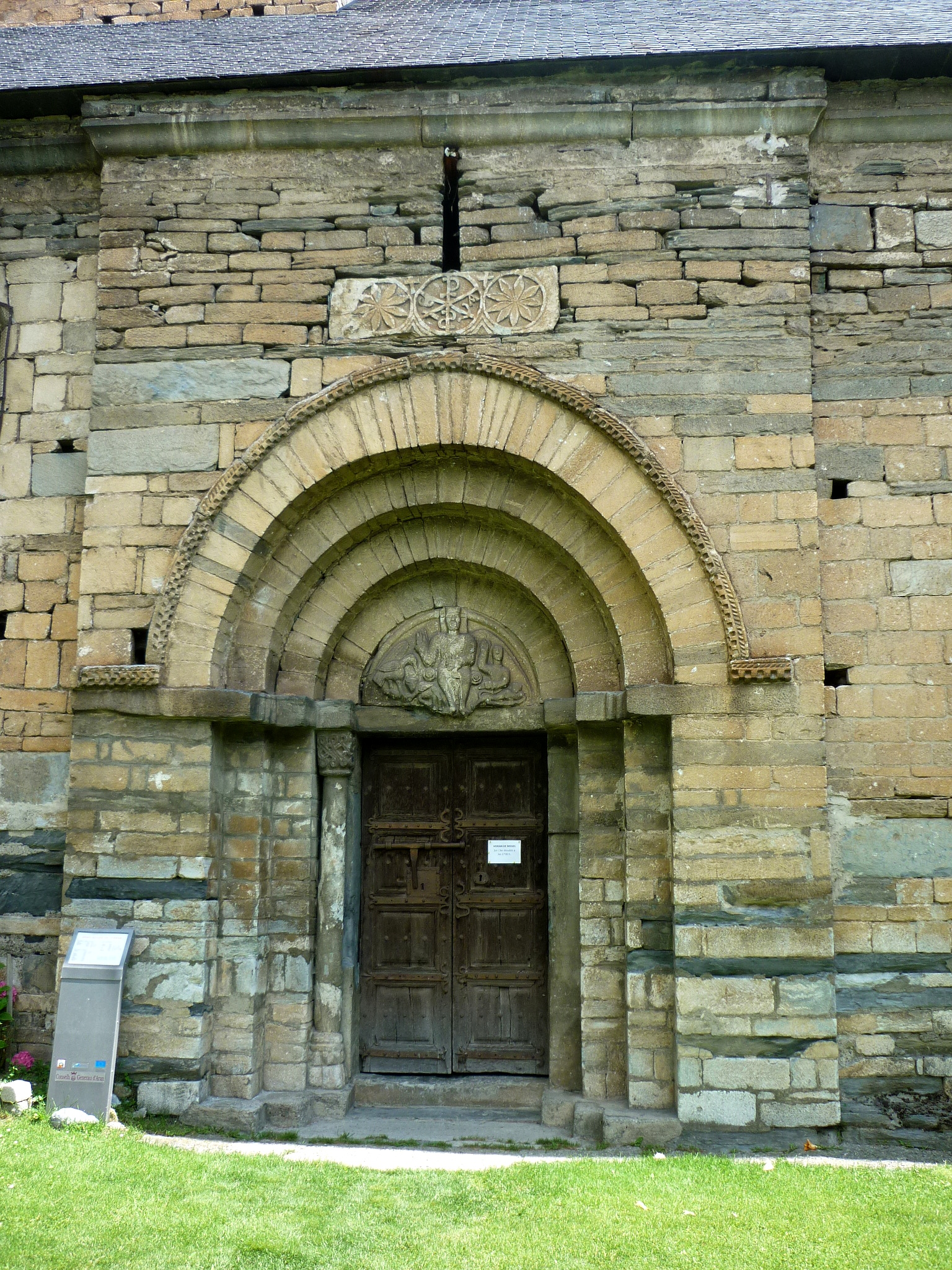
Portada románica

El edificio preside la plaza mayor de la villa. Es de planta basilical (26,70 m de largo por 11,15 m de ancho), de tres naves, la central cubierta con bóveda de cañón, y de cuarto de punto las laterales, reforzadas por arcos torales y separadas por arcos formeros que descansan sobre pilares circulares. De la bóveda arranca una pequeña cornisa decorada con esferas en relieve. Al lado oriental encontramos el actual presbiterio octogonal cubierto por una cúpula con linterna que es una obra del siglo XIX. En su extremo, según consta en la fachada, se construyó la sacristía en 1829.
La portada románica se abre al muro sur y está formada por cuatro arquivoltas de medio punto, lisas pero rodeadas por un guardapolvo ajedrezado jaqués con cordajes trenzados, sólo una arquivolta conserva su columna de fuste exento y monolítico que descansa sobre una base ática bastante alta y con un capitel cúbico con entrelazados. La imposta lisa, se prolonga en el dintel monolítico. El tímpano de mármol, en forma semicircular que reposa sobre el dintel rectangular de piedra, rodeado por un arco de medio punto dovelado que corresponde a la arquivolta inferior de la portalada, representa el Pantocrátor y los tetramorfos. La ejecución escultórica de este tímpano es bastante arcaica y recuerda al de la portalada de la iglesia de Bossòst . Encima del portal hay empotrada una piedra con un crismón y dos rosas.
En el centro del muro oeste se levanta el campanario  gótico de planta cuadrada y tres pisos. El superior presenta dos ventanas de arcos apuntados a cada lado y el inferior tiene una única ventana por cara con tres arcos sostenidos por columnas.

### Interior
En su interior conserva varios elementos de época románica. Una pila bautismal que tiene la parte superior decorada por un friso continuado donde un monstruo alado se muerde la cola formando una cinta continua ondulante de poco relieve que rodea el perímetro de la pieza. Entre las ondulaciones hay tréboles y piñas. La parte inferior de la pila, donde hace la ondulación, está decorada con una figura humana de extraña apariencia, con ojos sobredimensionados, de pie, con las piernas y los pies representados de perfil y el resto de frente y tocándose la cabeza con la mano izquierda. El resto de la pila está decorada con arcuaciones muy estilizadas. El pedestal está formado por una columna con cuatro bordones. La base está decorada con pequeñas semiesferas en relieve. 
También hay una pila de bendición con dos franjas horizontales, con incisiones romboidales muy profundas en la parte superior y semiesferas en la parte inferior. El pedestal, de unos 45 cm de altura está formado por una columna central de unos 20 cm de diámetro, rodeada de cuatro columnas exentas que se apoyan en cada uno de los ángulos de la base de forma cúbica. 
Se conservan una talla policromada de la Virgen de Gracia de transición al gótico (siglo XIII), una cruz procesional de plata sobredorada (siglo XVIII), así como cinco paneles de un antiguo retablo gótico, con san Miguel y el Tránsito de la María de factura excelente, atribuido al "maestro de Vielha" o Pere Despallargues.
En la sacristía encontramos cinco paneles de un retablo gótico en mal estado de conservación. Representan a San Miguel, la Visitación, la Anunciación, el Nacimiento de Jesús y el Tránsito de María. Las tablas presentan diferencias de ejecución, lo que hace pensar en varios autores.

### Pies de altar
1. Situado en la segunda capilla debajo del presbiterio octogonal. Está construido de un solo bloque monolítico de piedra, de planta cuadrada, con una semi-columna en cada ángulo que se apoya sobre una base y que está rematado por un alto capitel con una serie de líneas horizontales en la parte central flanqueadas por ajedrezados.
2. Situado en la primera capilla bajo el presbiterio octogonal. Es un bloque monolítico de piedra, de superficie lisa excepto una abertura en el centro que parece que podría haber servido funciones de relicario.
3. Situado en la capilla central izquierda del presbiterio. Es un bloque de piedra monolítica, de planta cuadrada con una semi-columna de poco relieve y un atlante muy basto esculpido en su centro. La parte inferior, a modo de base, no presenta apenas decoración y en la parte superior aparece un capitel alto y sin decoración. El atlante aparece representado frontalmente, sosteniendo el capitel con la cabeza y las dos manos, con las piernas separadas.
4. Situado en el centro del presbiterio. Bloque monolítico de piedra, de planta cuadrada y una columna semicircular en cada ángulo. Entre ellas se encuentra esculpida una columna central con cuatro semiesferas en relieve acusado, dos en la parte superior y dos en el inferior. Esta parte central se apoya sobre una baza decorada con un rectángulo en bajorrelieve donde hay una cruz esculpida. La parte superior, a modo de capitel, está decorada con dos círculos separados por un eje formado por cinco incisiones cuadradas. Mide unos 90 cm de altura x 42 cm de ancho y 32 cm de espesor.

## Historia
La iglesia fue edificada en el XII siguiendo el mismo modelo que la del Bossòst, si bien en su construcción se emplearon elementos anteriores (visibles en la fachada). Su planta, muy cuadrangular, es poco frecuente en el Valle de Arán, lo que hace suponer que se constituyó con abundancia de medios. En el curso del siglo XVI, la cabecera sufrió importantes transformaciones, siendo derribados los ábsides románicos . Durante el XIX ésta fue nuevamente modificada, adquiriendo su aspecto actual.
La iglesia está dedicada al mártir San Félix Africano o Félix de Gerona, patrón del pueblo, a quien en 1998 le dedicaron unos Gozos escritos en aranés por Agustí Masvidal.